# Bruno Rossi (calciatore 1911)
Bruno Rossi (Ascoli Piceno, 13 febbraio 1911 – Venezia, 27 agosto 1992) è stato un calciatore italiano, di ruolo centrocampista.

## Carriera
Dopo gli esordi con la Marsica Avezzano e l'Ascoli ed una militanza nella Lazio, debutta in Serie B con l'Aquila nel 1934-1935, disputando tre campionati cadetti per un totale di 85 presenze e 4 reti.
Dal 1937 al 1939 gioca per altri tre anni in Serie B con la maglia del Padova, per un totale di 60 presenze e un gol.
Successivamente milita nell'Ascoli.

## Palmarès

### Club

#### Competizioni nazionali
- Prima Divisione: 1

L'Aquila: 1933-1934